# جوزيب ماريا بينيت وجورنيه
جوزيب ماريا بينيت إي جورنيه ، من مواليد 20 جوان 1940 برشلونة ، كاتالونيا وتوفي يوم 6 أبريل 2020 في ليريدا (كاتالونيا)، كاتب مسرحي وواقعي وكاتب سيناريو للتلفزيون الإسباني. تابع دراسته في الفلسفة والأدب في جامعة برشلونة.

## المذكرات والمراجع
1. 1 2  Gran Enciclopèdia Catalana | Josep Maria Benet i Jornet (بالكتالونية), Grup Enciclopèdia, QID:Q2664168
2. ↑   https://beteve.cat/cultura/mor-josep-maria-benet-jornet-coronavirus-alzheimer/. اطلع عليه بتاريخ 2020-04-06. {{استشهاد ويب}}: |url= بحاجة لعنوان (مساعدة) والوسيط |title= غير موجود أو فارغ (من ويكي بيانات) (مساعدة)
3. ↑   https://www.larazon.es/cataluna/20200406/v7drqzgzi5f35a7pbyvtxoqo4y.html. {{استشهاد ويب}}: |url= بحاجة لعنوان (مساعدة) والوسيط |title= غير موجود أو فارغ (من ويكي بيانات) (مساعدة)
4. ↑   https://www.efe.com/efe/espana/cultura/el-dramaturgo-josep-maria-benet-i-jornet-fallece-a-los-79-anos-por-covid-19/10005-4214499. اطلع عليه بتاريخ 2020-04-06. {{استشهاد ويب}}: |url= بحاجة لعنوان (مساعدة) والوسيط |title= غير موجود أو فارغ (من ويكي بيانات) (مساعدة)
5. ↑   http://dogc.gencat.cat/ca/pdogc_canals_interns/pdogc_resultats_fitxa/?action=fitxa&documentId=173985. {{استشهاد ويب}}: |url= بحاجة لعنوان (مساعدة) والوسيط |title= غير موجود أو فارغ (من ويكي بيانات) (مساعدة)
6. ↑  Gran Enciclopèdia Catalana (بالكتالونية), Grup Enciclopèdia, QID:Q2664168